# Dermatologica Sinica
Dermatologica Sinica, abgekürzt Dermatol. Sin., ist eine wissenschaftliche Fachzeitschrift, die von Wolters Kluwer (bis 2018 Elsevier-Verlag) im Auftrag der Taiwanese Dermatological Association und der Taiwanese Society for Investigative Dermatology veröffentlicht wird. Die Zeitschrift  erscheint mit vier Ausgaben im Jahr im Open Access. Es werden Arbeiten aus allen Bereichen der Dermatologie veröffentlicht.
Der Impact Factor lag im Jahr 2014 bei 0,879. Nach der Statistik des ISI Web of Knowledge wird das Journal mit diesem Impact Factor in der Kategorie Dermatologie an 51. Stelle von 63 Zeitschriften geführt.